# Ghassan Keyrouz
Ghassan Keyrouz, Ghassan Kajruz (arab.: غسان كيروز, Ḡassān Kayrūz; ur. 15 lutego 1951 w Baszarri) – libański narciarz alpejski, uczestnik Zimowych Igrzysk Olimpijskich 1968 w Grenoble i Zimowych Igrzysk Olimpijskich 1972 w Sapporo.
Najlepszym wynikiem, jaki Keyrouz osiągnął na zimowych igrzyskach olimpijskich jest 45. miejsce w gigancie osiągnięte podczas Zimowych Igrzysk Olimpijskich 1972 w japońskim Sapporo
Keyrouz nigdy nie startował na mistrzostwach świata.
Keyrouz nigdy nie wystartował w zawodach Pucharu Świata.

## Osiągnięcia

### Zimowe igrzyska olimpijskie
| Igrzyska      | Konkurencja | Czas    | Wynik | Zwycięzca                 |
| ------------- | ----------- | ------- | ----- | ------------------------- |
| Grenoble 1968 | Gigant      | 4:47.19 | 85    | Jean-Claude Killy         |
| Grenoble 1968 | Slalom      | -       | DSQ   | Jean-Claude Killy         |
| Sapporo 1972  | Gigant      | 4:16.30 | 45.   | Gustav Thöni              |
| Sapporo 1972  | Slalom      | -       | DNF   | Francisco Fernández Ochoa |